# Confederació de Sindicats Unitaris de Treballadors
Confederació de Sindicats Unitaris de Treballadors (CSUT) va ser un sindicat espanyol d'ideologia maoísta. Va ser fundat després de l'assemblea clandestina de Comissions Obreres de juliol de 1976 a Barcelona en la qual es promou, pels elements més pròxims al Partit Comunista d'Espanya (PCE), sol·licitar la legalització d'aquest sindicat a les autoritats. Fins llavors Comissions Obreres havia estat un moviment sindical poc cohesionat i heterogeni que agrupava gairebé tota l'oposició sindical al franquisme. D'aquesta manera la facció de Comissions Obreres pròxima al Partit del Treball d'Espanya (PTE) decideix no acceptar l'hegemonia comunista en el nou sindicat i escindir-se. El mateix succeiria amb el Sindicat Unitari, pròxim a l'Organització Revolucionària dels Treballadors.
El seu secretari general va ser Jerónimo Lorente, funcionari de Correos. A les eleccions sindicals de 1978 no va arribar a superar el 3% de representació global si bé en algun sector (Sindicat d'Obrers del Camp d'Andalusia, Correus) la seva influència era important. No obstant això, a les de 1980 els seus resultats van ser desastrosos Després de la pràctica dissolució del sindicat en el seu segon congrés en 1981 alguns dels seus membres van passar a la CGT.